# 5098 Tomsolomon
5098 Tomsolomon è un asteroide della fascia principale. Scoperto nel 1985, presenta un'orbita caratterizzata da un semiasse maggiore pari a 2,5703880 UA e da un'eccentricità di 0,0737872, inclinata di 9,64104° rispetto all'eclittica.